# 不確定性の音楽
不確定性の音楽（ふかくていせいのおんがく、英: music of indeterminacy）は、偶然性の音楽（英: aleatoric music, aleatory music, chance music）の一種。

## 概要
不確定性の音楽は、現代音楽において演奏ないし聴取の過程に偶然性が関与し、（広い意味での）「楽譜」の指示によって再現される音響の結果が、一義的に定まらないような音楽を指す。つまり「楽譜」は用意されていても、何らかの仕掛けによって演奏の度に（または聴取の度に）異なる音響結果が作り出されるようになっている音楽である。
作曲過程のみに偶然性が関与する場合（コインを投げて音を決めてゆくなど）は作曲の結果は確定的に記譜されることになり、その演奏結果も固定される。従ってこの種のものは不確定性の音楽ではなく、厳密には「チャンス・オペレーション」と呼んで区別している。チャンス・オペレーションと不確定性の音楽とを合わせたもの（上位概念）が「偶然性の音楽」である。
ただし、純粋なチャンス・オペレーションの作品は数が少なく、ほとんどの偶然性の音楽は不確定性の音楽であるため、「偶然性の音楽」「不確定性の音楽」をほぼ同義に使用する場合もある。

## 歴史
不確定性の音楽（およびチャンス・オペレーション）は、アメリカの作曲家ケージによって1950年代に始められた。ケージは、従来のヨーロッパ芸術音楽では音が音楽内容を表現するための単なる手段としていわば「搾取」されてきた状態に疑問を抱き、音を音自身として解放するためにこうした音楽のあり方を考えた。ケージの思想は、彼を中心とするアメリカの作曲家に概ね共有された。
一方、当時のヨーロッパの前衛作曲家（ブーレーズ、シュトックハウゼンなど）は、このケージの不確定性の音楽を、その思想的脈絡は無視して、セリエル音楽の作曲手法における単なる「技法」の一つとして自分たちの音楽に取り入れた。それだけではなく、ブーレーズはケージの不確定性の音楽には伝統的な構造が欠如しているとして、これを（作曲者の管理不足という）「手落ちによる偶然性」であると激しく非難した（「アレア」ヌーヴェル・ルヴュ・フランセーズ1957年11月号所収）。これに対して、ケージ側はヨーロッパ型の単なる技法としての不確定性を「管理された偶然性」と呼んで応酬した。
このように、同じ不確定性の音楽といっても、特に1950年代から1960年代においては、アメリカとヨーロッパの間には思想的な差異が存在していた。

## 記譜法
楽譜は、従来の五線記譜法によるほか、図形楽譜を用いるもの、単なる言葉による指示書のようなもの、など色々な方法がある。ただし五線記譜法を用いる場合でも、偶然性を関与させるために何らかの形で伝統的な記譜のスタイルを踏み越えている場合が多い。図形楽譜については、五線記譜法と同程度に作曲者の意図が反映されているものから、一種の図案のようなものしか提示されていないため事実上ほとんど総てを奏者が即興で行わなければならないものまで、様々である。

## 事例

### 演奏過程に偶然性が関わるもの
ブーレーズのピアノソナタ第3番やシュトックハウゼンのピアノ曲XI、または松平頼則の「蘇莫者」などは、全体がいくつかの断片に分かれており、それをどのような順番で組み合わせて演奏するかが奏者の選択に委ねられている。また、シュトックハウゼンの「ツァイトマッセ」は、「できるだけ速く」や「できるだけ遅く」などの指示により声部相互のリズムの重層に不確定性が導入されている。同者の「ツィクルス」は、16ページある楽譜のどこから演奏を始めても構わない。

### 聴取の過程に偶然性が関わるもの
- ケージ「心象風景第4番」（Imaginary Landscape No.4）(1951)

12台のラジオ受信機のために書かれ、それぞれ2人ずつの奏者が周波数とボリュームを操作する。操作の仕方は楽譜に詳細に記されているが、現実に聞こえる音響は演奏される場所や日時によってラジオの放送内容が異なるため、同一の結果になることはない。

## 広義の「不確定性」
上記の事柄は現代音楽の文脈で言う「不確定性の音楽」であり、通常の用語法ではこれを指していることがほとんどである。ただし、「不確定性」という語を非常に広く捉えた場合は、以下のような事柄に焦点が当てられる場合もある。
- 演奏において

人間によって解釈される生の音楽においては、全く同じ演奏は決して存在しない。
また、古典的な意味での即興演奏は不確定性の音楽の一種ということができる。
- 特殊奏法による音響学的な意味合いにおいて

ヴァイオリンで駒の後ろで弾く奏法は確かに音の高さは確認できるが、奏者はどの音を出すかを自分で制御する事が出来ない。
オーボエの重音はかなりの確率で可能だが、楽器の構造、リードの削り方の形や材質、奏者の口や顎の形、奏者の調子など複雑な要因があるため、毎回同一の音の組み合わせを出すようにコントロールする事は事実上不可能である。
- 演奏会場の状態などによる音響学的な意味合いにおいて

室内音響などによる不確定性が存在する。ホールの材質、残響・ハルの長さ、湿度、温度、気圧などにより音響は微妙に変わる。また聴取位置によって、奏者からの距離や向きが異なるため、音質が変化する。聴衆の出す雑音の問題も存在する。
- 記録－再生において

CD・テープなどの記録媒体を再生しても再生装置の構造や音響的な環境によって完全に同じ再生結果にはならない。これは、テープ作品（電子音楽など）やコンピュータのリアルタイム処理を利用した作品の演奏（再生）では大きな問題である。